# Patrik Baumann
Patrik Baumann (Basilea, Suiza, 29 de julio de 1986) es un futbolista suizo. Juega de centrocampista en su actual club Servette FC de la Superliga de Suiza.

## Selección nacional
Ha sido internacional con la Selección de fútbol de Suiza Sub-21.

## Clubes
| Club                | País  | Año       |
| ------------------- | ----- | --------- |
| Fútbol Club Basilea | Suiza | 2006-2008 |
| FC Concordia Basel  | Suiza | 2008-2009 |
| FC Solothurn        | Suiza | 2009      |
| SC Kriens           | Suiza | 2010      |
| Servette FC         | Suiza | 2010-     |